# キサマ
キサマ (葡: Quiçama), Kissama 或いは Kisama (バントゥー諸語)はルアンダ州を構成する7つの市町村議会(基礎自治体)の一つである。面積は12,046 km2(秋田県とほぼ同じ)、推定人口(2006)は29,905。市議会はマクシマにある。

## 地理
キサマは北はヴィアナ、イコロ＝ベンゴに、東はカンバンビ、リボロ、キバラに、南はキリンダ、ポルト・アンボインに、西は大西洋に面している。
キサマの大部分はキサマ国立公園が占めている。

## 地域
キサマは4つのコムナス(コミューン)から成り立っている。
- キサマ(Quissama)
- デンバ・チオ（英語版）
- マンボンド（英語版）
- キシンジ（英語版）